# Departamento de Santander
Koordinaten: 6° 40′ N, 73° 27′ W
Das Departamento de Santander ist ein Departamento im Nordosten Kolumbiens. Es ist umgeben von den Departamentos Cesar im Norden, Norte de Santander im Nordosten, Boyacá im Süden, Antioquia im Westen und Bolívar im Nordwesten.
Die Landwirtschaft ist eines der Standbeine der Region. Es werden Tabak, Kakao, Ananas, Yuca, Reis, Kaffee und Früchte angebaut. Im Norden des Departamentos überwiegt die Viehzucht. In Barrancabermeja liegt die wichtigste Ölraffinerie Kolumbiens. Weitere Industrien sind die Getränke- und Lebensmittelindustrie, die Werkzeugherstellung, Zigarettenfabriken und Zementherstellung.
Sehenswürdigkeiten sind der Cañón del Chicamocha, San Gil (Capital turística de Colombia), der Nationalpark Yariguíes und das Nationalmonument Barichara, ein historisches Dorf im Kolonialstil.

## Geographie
Santander liegt zwischen der Zentral- und der Ostkordillere. Die Westgrenze des Bundesstaats bildet der Río Magdalena mit dem Hafen Barrancabermeja. In der Sierra Nevada del Cocuy liegen die höchsten Erhebungen über 5000 m Höhe. Mit dem Cañón del Chicamocha besitzt Santander eine der tiefsten Schluchten Lateinamerikas.

## Bevölkerung
Die dichteste Besiedlung liegt im Einzugsbereich der Hauptstadt Bucaramanga; der Ballungsraum hat über eine Million Einwohner; damit wohnen etwa 50 % der Einwohner Santanders im Gebiet der Hauptstadt.

## Administrative Unterteilung
Santander ist in 87 Gemeinden aufgeteilt, die wiederum in acht Provinzen zusammengeschlossen sind. Zudem gibt es eine Metropolregion, die Metropolregion Bucaramanga.
Provinzen:
- Carare (Hauptstadt Cimitarra)
- Comunera (Hauptstadt Socorro)
- García Rovira (Hauptstadt Málaga)
- Guanentá (Hauptstadt San Gil)
- Mares (Hauptstadt Barrancabermeja)
- Soto (Hauptstadt Bucaramanga)
- Soto Norte (Hauptstadt Matanza)
- Vélez (Hauptstadt Vélez)

Die 87 Gemeinden von Santander stehen in der Liste der Municipios im Departamento de Santander.